# Khu vực áp suất cao

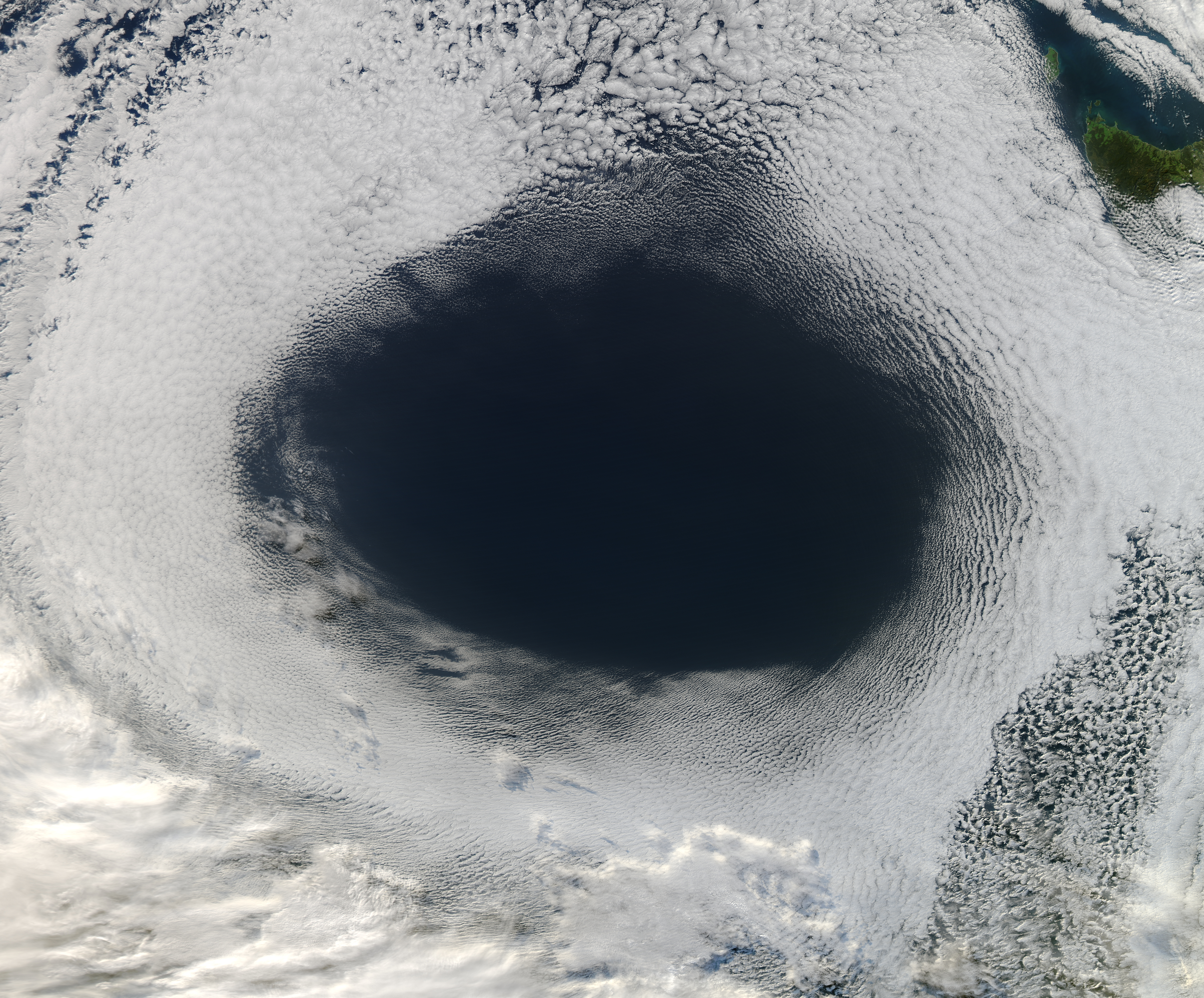
Hình ảnh vệ tinh của một khu vực áp suất cao bất thường phía nam của Úc, chứng minh bằng bầu trời trong không mây

Khu vực áp suất cao, (tiếng Anh: high-pressure area, high, anticyclone) là một vùng áp suất khí quyển ở bề mặt của Trái Đất (hoặc thiên thể) cao hơn môi trường xung quanh.
Gió trong khu vực áp suất cao chảy ra từ các khu vực có áp suất cao hơn gần trung tâm của chúng về phía vùng áp suất thấp hơn cách xa trung tâm của chúng. Trọng lực thêm vào các lực gây ra sự chuyển động tổng quát này, bởi vì áp suất cao nén cột không khí gần trung tâm của khu vực thành mật độ lớn hơn - và trọng lượng lớn hơn so với áp suất thấp hơn, mật độ thấp hơn và trọng lượng thấp hơn của không khí ở ngoài tâm.
Tuy nhiên, bởi vì Trái Đất quay dưới bầu khí quyển, và các lực ma sát phát sinh khi bề mặt hành tinh kéo theo một số không khí với nó, luồng không khí từ trung tâm đến ngoại biên không trực tiếp, nhưng bị xoắn do hiệu ứng Coriolis. Nhìn từ phía trên cái xoắn theo hướng gió theo cùng hướng với vòng quay của hành tinh.
Các khu vực áp suất cao mạnh nhất có liên quan đến không khí lạnh đi ra khỏi vùng cực trong mùa đông khi có ít mặt trời để làm ấm các vùng lân cận. Những khu vực áp suất cao thay đổi đặc tính và trở nên suy yếu một khi chúng di chuyển xa hơn qua một vùng nước tương đối ấm hơn.
Một số điểm yếu hơn nhưng phổ biến hơn là các khu vực áp suất cao do lún khí quyển, tức là những khu vực có không khí khô mát hơn từ độ cao 8 đến 15 km sau khi nhiệt độ hạ thấp lượng hơi nước.
Nhiều tính năng của các khu vực áp suất cao có thể được hiểu trong bối cảnh của động lực quy mô trung và tương đối bền bỉ của sự lưu thông khí quyển của hành tinh. Ví dụ, sự lún xuống khí quyển lớn xảy ra như là một phần của các nhánh đi xuống của sự lưu hành khí quyển Ferrel và Hadley. Sự lưu hành khí quyển Hadley giúp hình thành nên vòng đai áp suất cao cận nhiệt đới, hướng đẫn những con sóng nhiệt đới và các cơn xoáy thuận nhiệt đới trong đại dương và mạnh nhất vào mùa hè. Vòng đai áp suất cao cận nhiệt đới cũng giúp tạo thành hầu hết các sa mạc của thế giới.
Trên các bản đồ thời tiết tiếng Anh, trung tâm áp lực cao được xác định bằng chữ H. Các bản đồ thời tiết trong các ngôn ngữ khác có thể sử dụng các chữ cái hoặc ký tự khác nhau.

## Gió lưu thông ở Bắc và Nam bán cầu
Hướng gió lưu thông xung quanh khu vực áp suất cao trong không khí và khu vực có áp suất thấp, như nhìn từ phía trên, phụ thuộc vào bán cầu. Các hệ thống áp suất cao quay theo chiều kim đồng hồ ở Bắc bán cầu; hệ thống áp suất thấp quay theo chiều kim đồng hồ ở nam bán cầu.
Các thuật ngữ khoa học bằng tiếng Anh được sử dụng để mô tả hệ thống thời tiết gây ra bởi các khu vực áp suất cao và thấp đã được giới thiệu vào giữa những năm 1800, chủ yếu là bởi người Anh. Các lý thuyết khoa học giải thích các hiện tượng chung bắt nguồn từ khoảng hai thế kỷ trước đó.
Thuật ngữ Cyclone (xoáy thuận) được đặt ra bởi Henry Piddington thuộc Công ty Đông Ấn Anh để mô tả cơn bão tàn phá tháng 12 năm 1789 tại Coringa, Ấn Độ . Một Cyclone (xoáy thuận) hình thành xung quanh một khu vực áp suất thấp. Anticyclone (xoáy nghịch), thuật ngữ của loại thời tiết xung quanh khu vực áp suất cao, được Francis Galton đặt ra vào năm 1877 để chỉ một khu vực có gió xoay theo hướng ngược lại của cơn xoáy thuận. Trong tiếng Anh của người Anh, hướng ngược chiều kim đồng hồ được gọi là anticlockwise, làm cho thuật ngữ anticyclone một từ mở rộng hợp lý.
Một nguyên tắc đơn giản là đối với các khu vực áp suất cao, nơi thông thường không khí chảy từ trung tâm ra ngoài, lực coriolis được cho bởi vòng quay của Trái Đất tới luồng không khí quay ngược hướng quay Trái Đất nếu nhìn từ phía trên cực của bán cầu. Vì vậy, cả Trái Đất lẫn gió xung quanh khu vực có áp suất thấp quay theo chiều kim đồng hồ ở bán cầu bắc, và theo chiều kim đồng hồ ở phía nam. Ngược lại với hai trường hợp này xảy ra trong trường hợp của một khu vực áp suất cao. Những kết quả này xuất phát từ hiệu ứng Coriolis.

## Sự hình thành

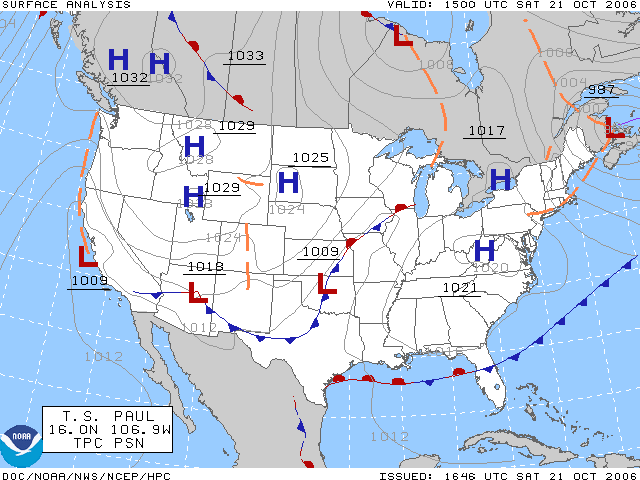
Một phân tích thời tiết bề mặt cho Hoa Kỳ vào ngày 21 tháng 10 năm 2006.

Các hệ thống áp suất cao hình thành do sự chuyển động đi xuống qua tầng đối lưu, lớp khí quyển nơi thời tiết xảy ra. Các khu vực được ưa thích trong mẫu dòng chảy quy mô cao ở các tầng cao hơn của tầng đối lưu nằm bên dưới phía tây của các khe máng (trough).
Trên các bản đồ thời tiết, các khu vực này cho thấy gió hội tụ (isotachs), gần hoặc cao hơn mức không phân kỳ, gần bề mặt áp suất 500 hPa ở khoảng giữa của tầng đối lưu, và khoảng một nửa áp suất khí quyển tại bề mặt.
Các hệ thống áp suất cao thường được gọi thay vào đó là xoáy nghịch (anticyclone). Trên bản đồ thời tiết tiếng Anh, các trung tâm áp suất cao được xác định bằng chữ H bằng tiếng Anh, trong đó đường đẳng áp (isobar) có giá trị áp suất cao nhất. Trên các biểu đồ cấp cao áp liên tục, nó nằm trong đường viền chiều cao cao nhất 

## Điều kiện điển hình

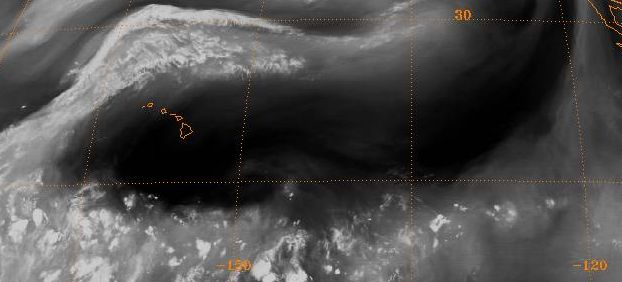
Vòng đai áp suất cao cận nhiệt đới xuất hiện như là một vùng rộng lớn màu đen (khô) trên hình ảnh vệ tinh hình hơi nước này từ tháng 9 năm 2000

Khu vực áp suất cao thường xuyên kết hợp với gió nhẹ ở bề mặt và sụt lún qua phần dưới của tầng đối lưu. Nói chung, sự sụt lún sẽ làm khô một khối không khí bằng sưởi ấm đoạn nhiệt, hoặc nén. Do đó, áp suất cao thường mang lại bầu trời trong trẻo. Ban ngày, vì không có đám mây phản chiếu ánh sáng mặt trời nên sẽ có nhiều bức xạ mặt trời ngắn hơn và nhiệt độ tăng lên. Vào ban đêm, sự vắng mặt của đám mây có nghĩa là bức xạ sóng dài ra (tức là năng lượng nhiệt từ bề mặt) không bị hấp thụ, cho nhiệt độ thấp ngày đêm mát mẻ hơn trong tất cả các mùa. Khi gió bề mặt trở nên nhẹ, sự sụt lún được tạo ra trực tiếp dưới một hệ thống áp suất cao có thể dẫn đến sự tích tụ các hạt trong các khu vực đô thị dưới dãy dài áp suất thấp, dẫn đến sự lan rộng sương mù. Nếu độ ẩm tương đối ở tầng thấp tăng lên 100% qua đêm, sương mù có thể hình thành .

Chữ cái H được dùng để biểu trương một vùng áp suất cao.

Các hệ thống áp lực cao nông cạn về chiều dọc di chuyển từ các vĩ độ cao hơn đến các vĩ độ thấp hơn ở bán cầu bắc có liên quan đến khối lượng không khí Bắc bán cầu lục địa . Một khi không khí Bắc cực di chuyển qua một đại dương không đông kết, không khí thay đổi rất nhiều trên nước ấm hơn và mang đặc tính của khối không khí biển làm giảm sức mạnh của hệ thống áp suất cao . Khi không khí vô cùng lạnh chuyển động trên các đại dương tương đối ấm áp, một vùng áp suất cao cực có thể phát triển. Tuy nhiên, không khí ấm áp và ẩm ướt (hoặc khí hậu nhiệt đới biển) di chuyển hướng cực từ các nguồn nhiệt đới chậm thay đổi hơn khối lượng không khí cực.